# 7,5 cm PaK 39
Il 7,5 cm Panzerabwehrkanone 39 L/48, abbreviato in 7,5 PaK 39, era un cannone controcarri tedesco della seconda guerra mondiale.

## Storia
Il cannone fu prodotto a partire dal 1943 dalla Rheinmetall-Borsig ad Unterlüß e dalla Seitz Werke di Bad Kreuznach. Il cannone anticarro, non realizzato in versione campale, fu usato per equipaggiare anche i cacciacarri Sd.Kfz. 162 Jagdpanzer IV/48 e Sd.Kfz. 138/2 Jagdpanzer 38(t) "Hetzer". Sul campo si rivelò formidabile, capace di distruggere la maggior parte dei carri armati alleati a più di 1 km.

## Tecnica
La canna del PaK 39 era lunga 48 calibri, con otturatore semiautomatico e meccanismo di sparo elettrico. 
Il pezzo impiegava la munizione 75 × 495 mm R, comune anche al 7,5 cm KwK 40 che equipaggiava il carro Sd.Kfz. 161 Panzerkampfwagen IV e al 7,5 cm StuK 40 dei cannoni d'assalto Sturmgeschütz III e IV.
| Munizionamento disponibile |                   |           |                            |                          |       |        |        |        |
| Tipo                       | Modello           | Peso (kg) | Velocità alla volata (m/s) | Penetrazione (mm): 100 m | 500 m | 1000 m | 1500 m | 2000 m |
| APCBC-HE                   | 7,5 cm Pzgr.39    | 6,80      | 750                        | 106                      | 96    | 85     | 74     | 64     |
| APCR                       | 7,5 cm Pzgr.40    | 4,10      | 930                        | 143                      | 120   | 97     | 77     | -      |
| HEAT                       | 7,5 cm Gr.38 HL/B | 4,57      | 450                        | 75                       | 75    | 75     | 75     | 75     |
| HEAT                       | 7,5 cm Gr.38 HL/C | 5,0       | 450                        | 100                      | 100   | 100    | 100    | 100    |